# Parabuteo unicinctus
Parabuteo unicinctus, numit uliul erete sau uliul lui Harris este o pasăre de pradă mediu-mare, ce poate fi întâlnită din sud-vestul Statelor Unite până în Chile și Argentina centrală. Este o specie monotipică cu o mare anvergură de eratism. Preferă zonele cu copaci deși sau deșerturile cu cactuși. Are o culoare maro-roșcat. Se hrănește cu mamifere de talie mică. Spre deosebire de alte păsări răpitoare vânează în grup.

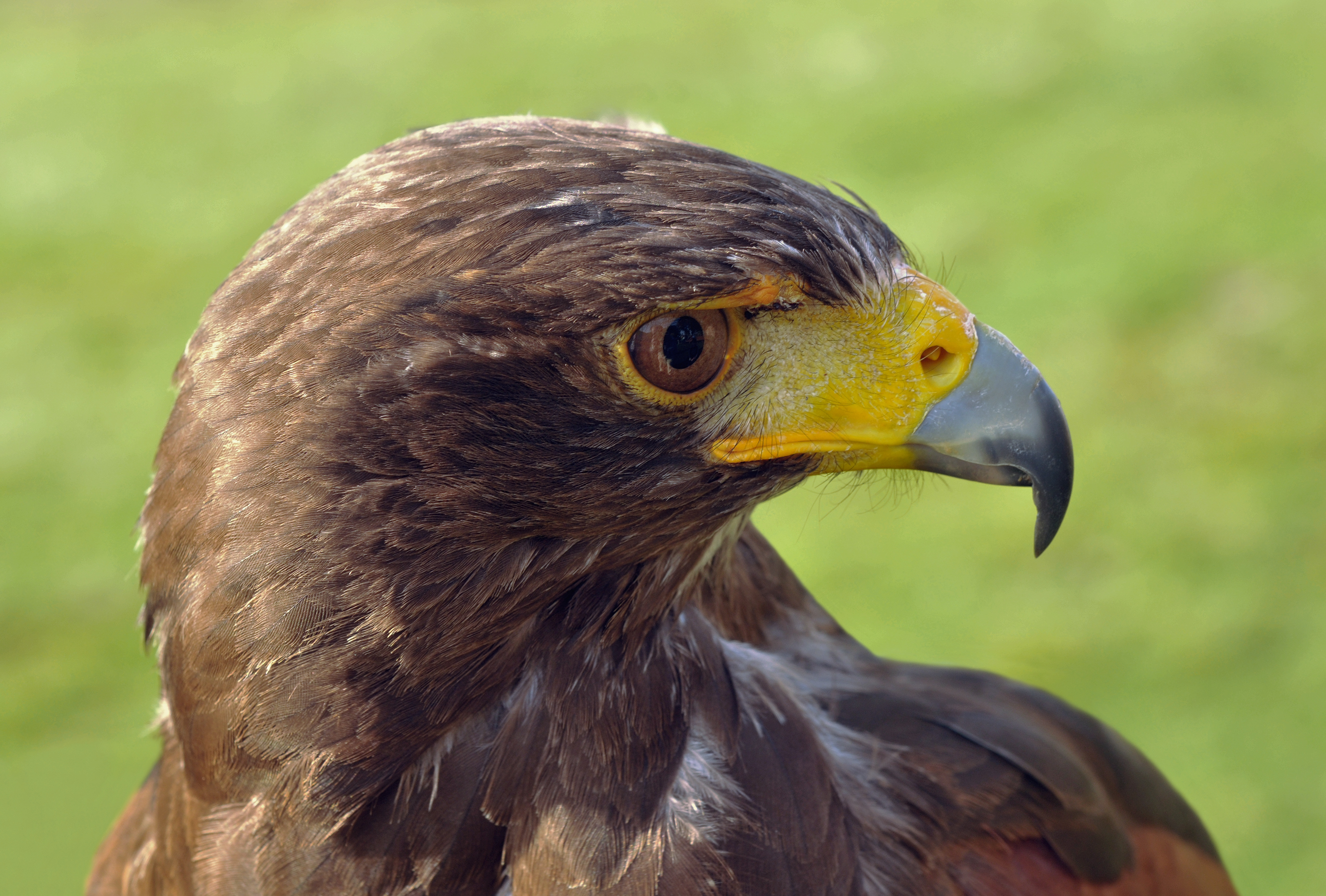